# Issy-les-Moulineaux
Issy-les-Moulineaux település Franciaországban, Hauts-de-Seine megyében. Lakosainak száma 67 695 fő (2022. január 1.). Issy-les-Moulineaux Párizs, Vanves, Clamart, Boulogne-Billancourt, Meudon és Párizs 15. kerülete községekkel határos.

## Népesség
A település népességének változása:
| Lakosok száma | 1400 | 2104 | 6703 | 11 111 | 19 128 | 44 091 | 47 561 | 61 471 | 68 451 | 67 695 |
|               | 1793 | 1836 | 1861 | 1881   | 1906   | 1936   | 1975   | 2006   | 2017   | 2022   |